# Велико Търново (железопътна гара)
Железопътна гара Велико Търново е сред първите железопътни гари в България по линията Горна Оряховица – Габрово. През 1897 година русенския предприемач Стефан Симеонов спечелва обявения търг за построяването на железопътната линията Русе – Търново. Сградата е построена в началото на 20 век и е открита на 8 октомври 1900 г. За откриването е даден специален прием. През същата година са прокарани и двата тунела под „Варуша“ и „Боруна“.

## Местоположение
Сградата на ЖП гара Велико Търново се намира на едноименната улица ул. „Велико Търново“ 1 (в близост до някогашното футболно игрище) и в близост до автогарата и Южния пътен възел на града.

## История
Интересен факт е, че при посрещането на първия влак, по-старите жители стояли до тунела под Варуша с икони и запалени свещи, в очакване, че ще се случи нещо лошо. Между двата тунела има и два моста построени от белгийски, френски, италиански специалисти и работници. Участъкът Търново – Плачковци е открит за редовна експлоатация на 12 юли 1910 г. Гарата е била отдалечена от града, но за сметка на това първоначално е имало връзка с файтони, от началото на 1930-те и с таксиметрови автомобили и се стига до 1950-те години, когато гарата се свързва и с железопътен транспорт. Гарата изпълнява и функциите на телеграфо-пощенска служба. Наблизо е имало две малки фабрики и воденица. Около гарата се откриват пивници и гостилници, по-късно и железничарски общежития. През 1927 г. гарата е електрифицирана.